# Cantonul Audenge
Cantonul Audenge este un canton din arondismentul Arcachon, departamentul Gironde, regiunea Aquitania, Franța.

## Comune
- Andernos-les-Bains
- Arès
- Audenge (reședință)
- Biganos
- Lanton
- Lège-Cap-Ferret
- Marcheprime
- Mios